# Alexander Hessel
Alexander Hessel (* 26. Mai 1988 in Röbel (Müritz)) ist ein deutscher Fußballspieler. Er wird in der Abwehr eingesetzt.

## Laufbahn
Hessel begann das Fußballspielen beim PSV Röbel/Müritz. Über den 1. FC Neubrandenburg 04 kam er dann zu Werder Bremen. Hier nahm er in der Saison 2006/07 an der Endrunde zur deutschen U-19-Meisterschaft teil, scheiterte aber mit seiner Mannschaft im Halbfinale gegen den FC Bayern München. In der gleichen Spielzeit erhielt er auch erste Einsätze in der zweiten Seniorenmannschaft in der Regionalliga Nord. Am 9. August 2008 bestritt er schließlich sein Profidebüt, als er nach der Qualifikation von Werder II für die 3. Liga am 2. Spieltag der Premierensaison dieser Spielklasse in der 80. Minute Niklas Andersen beim 4:3-Heimsieg gegen den SV Sandhausen ersetzte.
Am 18. Mai 2011 gab Werder Bremen die Trennung von Hessel bekannt. Er wechselte zunächst zum TuS Heeslingen. Seit 2012 spielt er beim FC Oberneuland.